# Rozkladač

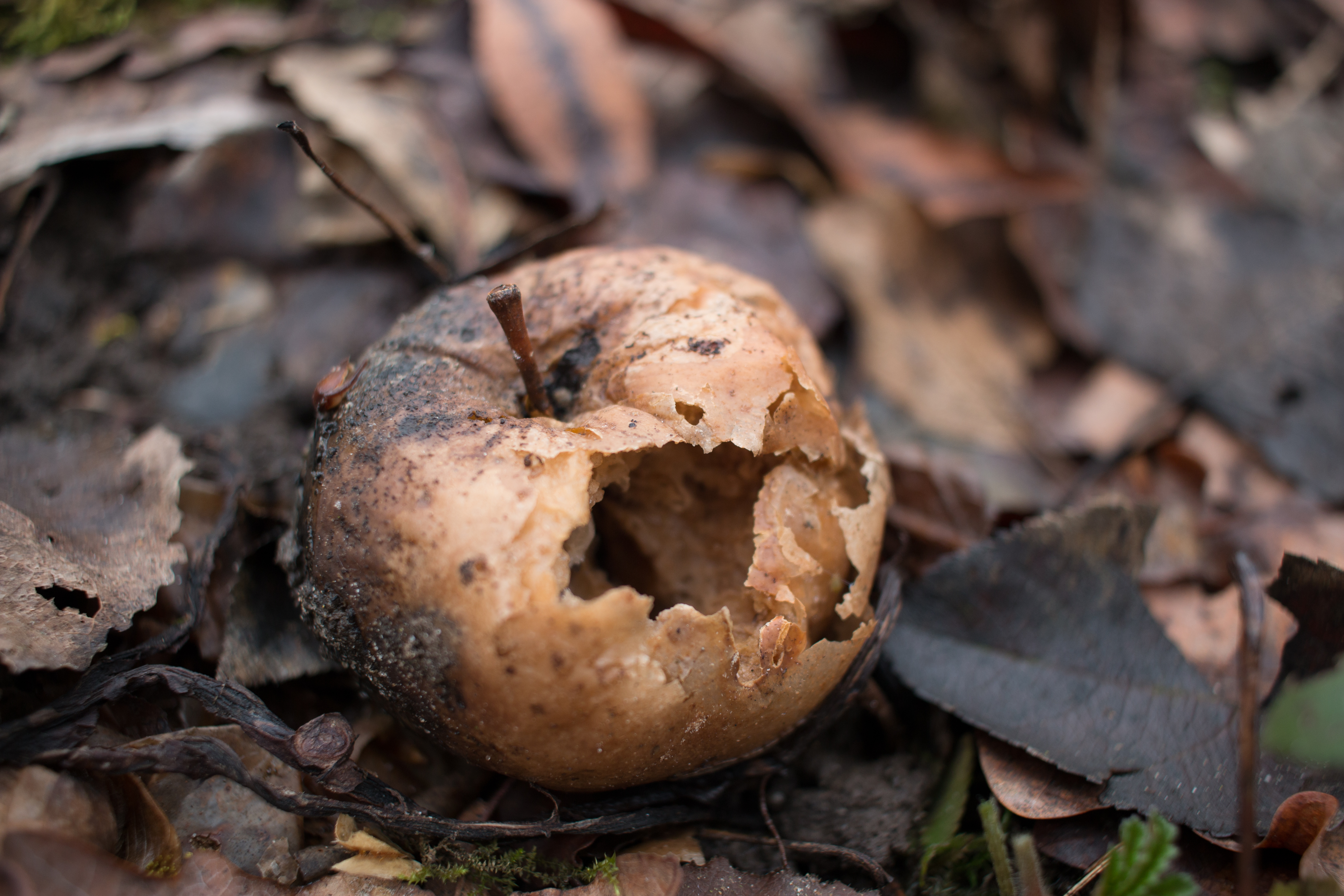
velkým podílem se na rozkládání organické hmoty v přírodě podílejí houby a plísně

Rozkladač (dekompozitor, destruent, reducent) je organismus, který v trofickém řetězci ekosystému rozkládá mrtvou organickou hmotu na jednodušší látky. Rozkladač se účastní procesu zvaného dekompozice.
Při rozkladu organické hmoty rozkladač produkuje potravu pro další členy potravního řetězce („pro další rozkladače“). Každý člen řetězce rozkládá pouze část organické hmoty. Proces končí rozkladem organické hmoty na látky minerální (tzv. mineralizace). Žádný rozkladač není schopen sám rozložit organickou hmotu až na látky minerální.
Organismus, který (na rozdíl od predátorů) získává energii z organických látek odumřelých organismů, se nazývá saprofág (též saprotrof, saprob). Získávání organických látek z neživého organického materiálu (čili z detritu) se nazývá saprotrofie.
Saprotrofní houby rozkládají organickou hmotu rostlinného původu, saprotrofní bakterie hlavně hmotu živočišného původu; živočichové jsou zapojeni v obou procesech.
K rozkladačům patří:
- saprotrofní bakterie
- saprotrofní houby
- živočichové
  - detritofágové – živí se detritem, neživou organickou hmotu
  - koprotrofní mikroorganismy – živí se výkaly
  - koprofágové – živí se výkaly
  - mrchožrouti – živí se uhynulými živočichy

Jako synonymum k označení rozkladač se v širším slova smyslu užívá někdy označení reducent, což však není vhodné, protože (bio)chemické procesy, kterými dochází k mineralizaci, jsou většinou oxidační, nikoli redukční.